# PlayStation Mobile
PlayStation Mobile war eine App des Elektronikkonzerns Sony, im Rahmen dessen Nutzer Spiele auf zertifizierte Smartphones und Tablets laden konnten. Diese mussten das Betriebssystem Android ausführen. PlayStation Mobile-Spiele konnte man auch auf der PlayStation Vita spielen. Am 10. September 2015 wurde PlayStation Mobile eingestellt. PlayStation Mobile war ein Produkt der PlayStation-Marke.

## Geschichte
Sony Computer Entertainment kündigte die Plattform PlayStation Mobile im Herbst 2011 an und begann mit dem testweisen Betrieb im Oktober 2011. Im April 2012 folgte eine öffentliche Betaphase, für die sich Interessenten registrieren konnten und dann nach expliziter Freischaltung durch Sony zum Programm zugelassen wurden.
Am 3. Oktober 2012 wurde PlayStation Mobile offiziell gestartet. Die Plattform stellt einen spezialisierten App Store dar, der sich nur auf zertifizierten Geräten mit Android installieren und ausführen lässt. Damit will Sony eine möglichst hohe Qualität der Spiele sicherstellen. Zum Start des Angebots waren etwa 30 Titel verfügbar, zum Beispiel die Arcade-Simulation Flick Hockey. Ein Großteil der Smartphones der Xperia-Reihe waren für PlayStation Mobile zertifiziert.
Im November 2012 sollte ein Developer Kit veröffentlicht werden, mit dem Entwickler gezielt Spiele für PlayStation Mobile entwickeln konnten.
Am 6. August 2014 gab Sony bekannt, dass der Support für die Android-App von PlayStation Mobile eingestellt werde. Ohne Angabe eines konkreten Grundes hat Sony am 11. März 2015 die Einstellung von PlayStation Mobile angekündigt. Ab dem 10. September 2015 wurde das Programm komplett aufgelöst.